# Nébuleuse de Gum
Pour les articles homonymes, voir Gum.

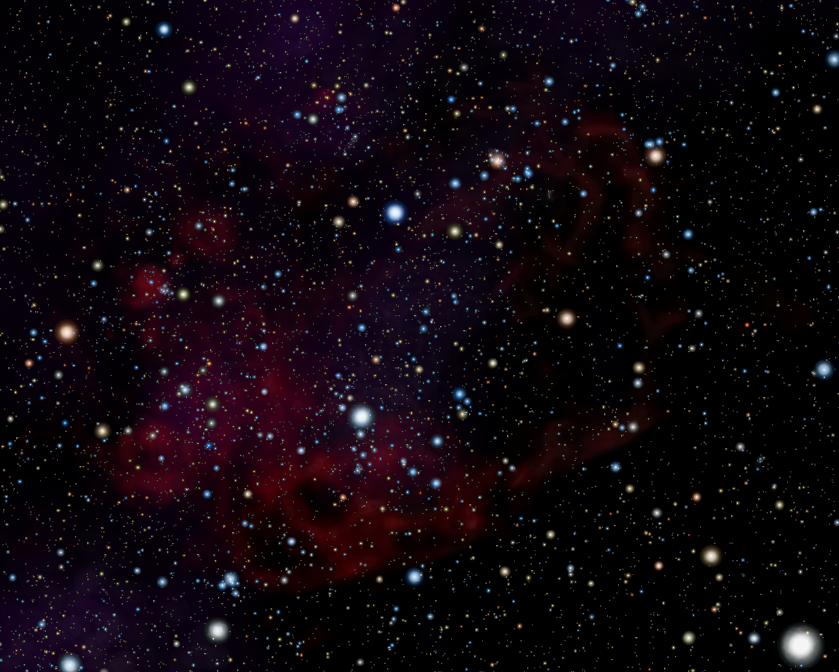
Simulation informatique de la nébuleuse de Gum.

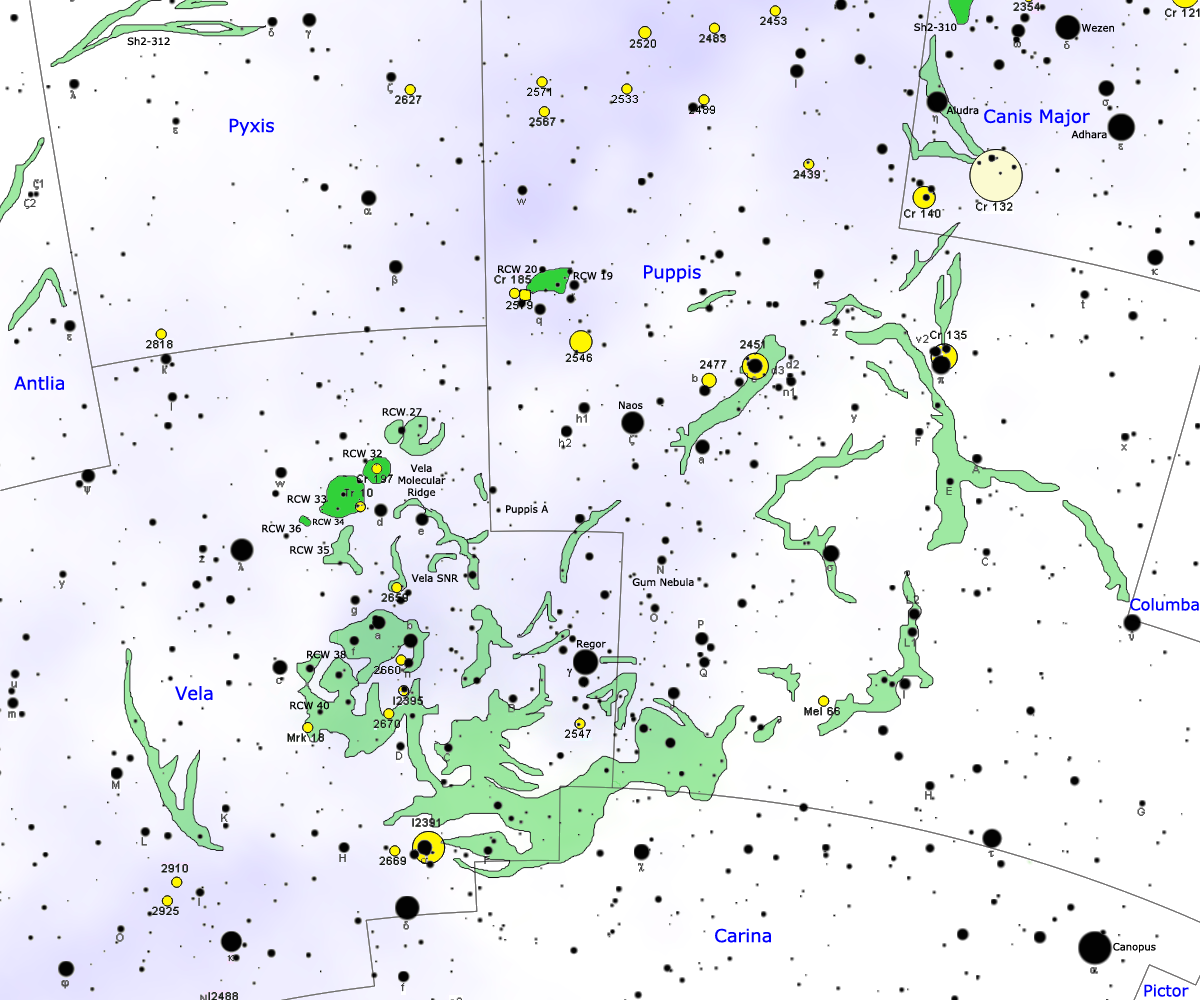
Carte de la nébuleuse de Gum.

La nébuleuse de Gum (ou Gum 12) est une énorme nébuleuse diffuse, la plus importante vue de la Terre même si elle est difficile à distinguer sans appareillage spécifique. C'est le douzième objet céleste décrit dans le catalogue de Colin Stanley Gum. Elle est située dans les Voiles de l'ancienne constellation du Navire Argo, une constellation visible principalement dans l'hémisphère sud.

## Présentation
Son centre est situé à environ 450 parsecs du Système solaire, soit d'environ 1 470 années-lumière. La nébuleuse de Gum est une rémanence, probablement toujours en expansion, d'une ou plusieurs supernovas, survenues il y a quelques millions d'années.